# Scituloglaucytes scitula
Scituloglaucytes scitula là một loài bọ cánh cứng trong họ Cerambycidae.